# René Heuzey
Pour les articles homonymes, voir Heuzey.

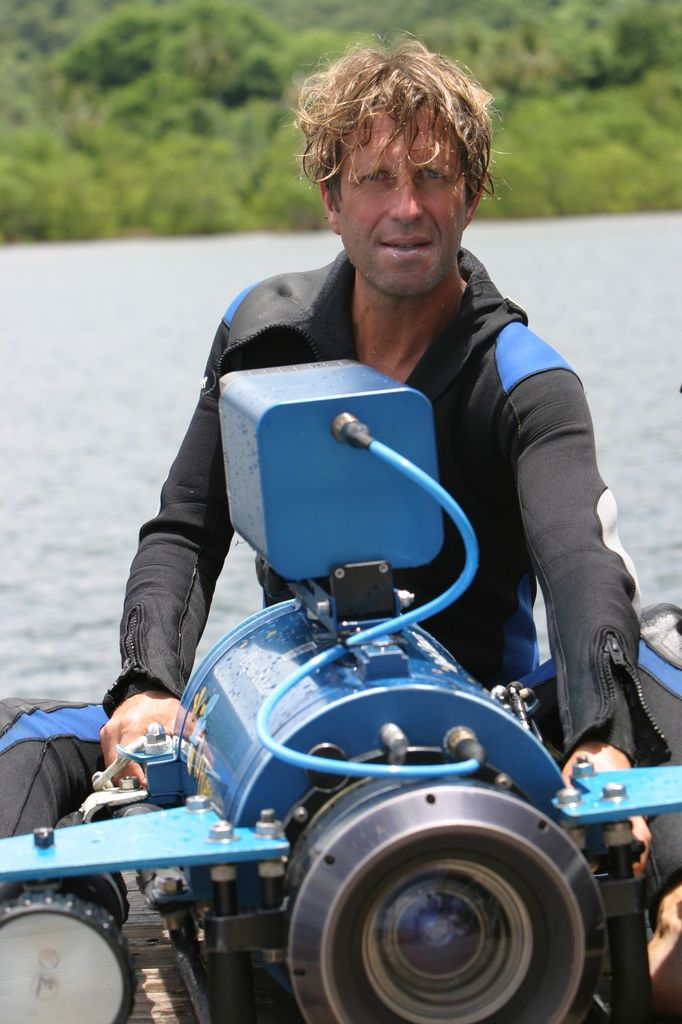
René Heuzey en 2003

René Heuzey, né le 5 juin 1959 à Lyon, est un plongeur professionnel, réalisateur et producteur de films sous-marins français.
Il a été directeur de la photo sous-marine et réalisateur du film Océans de Jacques Perrin et Jacques Cluzaud. Il est le fondateur de la société Label Bleu Productions.

## Biographie
Né le 5 juin 1959 dans le 2e arrondissement de Lyon, René Heuzey commence sa carrière comme chauffeur poids-lourds. Il obtient son diplôme de scaphandrier en 1998 et devient plongeur professionnel puis réalisateur de films sous-marins,. Il réalise les reportages sous-marins de l'émission Thalassa, sur France 3, de 1998 à 2017. Il est reconnu, et primé en tant que réalisateur des longs métrages Océans et Piège blanc. Il est spécialiste des requins et des grands mammifères.

## Filmographie

### Réalisateur, Directeur de la photo
- 1993 : série H2O pour Télé Monte Carlo, 197 épisodes
- 2001 : Le Sourcier de la Mer
- 2001 : Le Mystère de Vanikoro - ATOM Productions/Thalassa, France 3
- 2002 : Nuits Sauvages, pour Télé Images Nature/France 2/NHK/Discovery Channel
- 2002 : Les Derniers Pêcheurs d'or rouge - Thalassa, France 3
- 2003 : Les Insolites de Planète Thalassa – série de 52 épisodes de 1 min 30 s
- 2003 : Escales aux Seychelles - France 3, Thalassa
- 2004 : Portés Disparus - France 3, Thalassa
- 2005 : publicité « Hotel MacBay » Montecarlo, CNN international
- 2005 : Le Secret des déferlantes Lapérouse - France 3, Thalassa
- 2006 : Chasse sous-marine - série diffusée sur Seasons, de 2001 à 2006
- 2006 : The Deep Blue Collection - série de 10 épisodes de 52 minutes - Chaines Voyage et Planète, de 2001 à 2006
- 2006 : Carnets d'Expédition pour Gédéon et France 5
- 2006 : Mayotte - France 3, Thalassa
- 2006 : série « VOYAGE » - chaînes Voyage et Planète, de 2001 à 2006
- 2007 : Mayotte, l'île sous la lune - documentaire 52 min pour France 5
- 2008 : Les Ailerons du Lagon avec Alexandra Cousteau - France 5 et Planète Thalassa
- 2008 : Les Sentinelles de la mer - France 3, Thalassa
- 2009 : Saint-Exupéry et le trésor de Rommel - France 3, Thalassa
- 2010 : film Océans[14] de Jacques Perrin et Jacques Cluzaud. César du meilleur film documentaire en 2012.
- 2011 : Le Peuple des océans, de Jacques Perrin, série France 2
- 2012 : Planète Océan de Yann Arthus-Bertrand Directeur de la photo du film « Tu seras un homme mon fils » de Gilles Legrand.
- 2013 : D-Day, ils ont inventé le débarquement, France 3, Channel 5 USA
- 2014 : Le Piège blanc, film de Thierry Robert
- 2014 : Projet SeaOrbiter
- 2014 : émissions Les 40 Ans de Thalassa, France 3
- 2015 : Méditerranée royaume perdu des requins, émission Grandeur Nature, France 2
- 2016 : La Planète des géants[15], série documentaire France 5. Grand prix du Festival de Namur et de San Sébastian. Ancre d'argent au festival de Toulon. Émissions Thalassa sur France 3 préparations des 40 ans. Chef opérateur Le Secret des Bélougas, documentaires de 90 minutes tourné en 4K pour Arte. Chef opérateur Danse avec les dauphins, émission Grandeur Nature sur France 2. Chef opérateur Frères de sport   Équipe 21 réalisé par Bixente Lizarazu.
- 2017 : Blue Planet II, BBC. Co réalisateur avec Thierry Robert » Il faut sauver le plus grand poisson du monde » Mention spéciale du Jury au 29 ème festival de Strasbourg. Directeur de la photo du film de Thierry Robert L'Homme qui voulait plonger sur Mars 90 minutes pour France 5 Palme d'or au Festival mondial de l'image sous-marine à Marseille 2017. Réalisateur des films L'Homme qui parle aux cachalots et La Perle des Mascareigne. Directeur de la photographie du film 120 Battements par minute de Robin Campillo. Grand Prix au festival de Cannes 2017.
- 2018 : Envoyé Spécial « Cachalots », France Télévision, avec François Sarano Réalisateur des documentaires L'Homme qui parle aux cachalots et Rodrigues pour l'amour d'une île Galathéa d'or au festival international de Hyères. Directeur de la photo du film Le Koursk produit par Luc Besson
- 2019 : réalisation du documentaire Un homme d'exception Prix du public au festival de Bordeaux. Auteur et directeur de la photo du film Le Clan des cachalot Arte Prix de la meilleure image animalière au festival de Namur Belgique et deuxième prix au festival de Strasbourg.
- 2020 : chef opérateur film  BBC / National Géographique et James Cameron Océan X. Directeur de la photo  publicité Versace avec Bella Hadid. Directeur de la photo du documentaire « MA'O MANA »sur les requins avec Bixente Lizarazu. Directeur de la photo du film BBC Blue Planet II
- 2021 : réalisateur du documentaire Cachalots, une histoire de famille. Prix du documentaire animalier au festival Jackson Wild, Prix de l'image au festival FIDOM de Bordeaux, Grand prix de la vie Marine au festival de Strasbourg, Trophée d'Or du film scientifique de la Réunion. Chef opérateur documentaire La Grotte Cosquer. Chef opérateur documentaire France 2 13/15. Chef opérateur émission Faut pas rêver. Chef opérateur Thalassa Méditerranée. Chef opérateur Thalassa Berck. Chef opérateur Thalassa Scandola Corse.
- 2022 : chef opérateur documentaire L'Île Maurice pour la Rai 2 Italie, chef opérateur 2 documentaires BBC, chef opérateur nouvelle émission Thalassa

### Producteur
- 2015 : série Un océan de vie[16], 20 épisodes de documentaires animaliers
- 2007 : Mayotte, l'île sous la lune, France 5
- 2006 : The deep blue collection, série TV
- 2006 : série Voyage, diffusion sur les chaînes Voyages et Planète : Cozumel, le trésor caché des Maya, La Réunion, deux mondes à part, L'Archipel des Maldives, Nouvelle Calédonie, L'Égypte, l'héritier du Sinaï, Les îles Medes
- 2001 : Maurice et Rodrigue, joyaux des Mascareignes
- 1999 : 20 Siècles sous la mer
- 1999 : Le Trésor caché des Mayas

## Distinctions
- Prix du documentaire animalier au festival Jackson Wild, prix de l'image au festival FIDOM de Bordeaux, grand prix de la vie Marine au festival de Strasbourg,  Trophée d'Or du film scientifique de la Réunion pour « Cachalots Une histoire de famille » 2022
- Prix de la meilleure image animalière au festival de Namur Belgique et deuxième prix au festival de Strasbourg pour le film Le Clan des cachalot 2018
- Mention spéciale du Jury au 29e Festival de Strasbourg pour Il faut sauver le plus grand poisson du monde[17], co-réalisation avec Thierry Robert, 2017
- Palme d'or au Festival mondial de l'image sous-marine[18], pour L'Homme qui voulait plonger sur Mars, Directeur de la photo, 2017
- Grand prix du Festival de Namur[19] et de San Sébastian[20] pour La Planète des géants (chef opérateur), 2016
- Prix du documentaire Historique au Festival mondial de l'image sous-marine à Marseille pour Festin des requins, La Reine des Mantas, La grotte Cosquer sauvée des eaux, 2011
- César du film documentaire pour Océans de Jacques Perrin et Jacques Cluzaud, 2011
- Prix de l'innovation au 35e Festival de Toulon et prix de documentaire au 31e Festival mondial de l'image sous-marine d'Antibes[21] pour Portés Disparus, 2004
- Palme de bronze au 28e Festival mondial de l'image sous-marine d'Antibes pour Le Mystère de Vanikoro, 2001
- Prix de l'Environnement au Festival de la Vie de l'Eau à Rodez pour En Vert et Contre Tous, 2001
- Prix du Meilleur Grand Reportage d'Investigation au Festival international du grand reportage[22] pour En vert et contre tous, 2001
- Prix du Jeune Public au Festival de la vie de l'eau de Rodez pour Le Sourcier de la Mer
- Prix UNESCO au 27e Festival mondial de l'image sous-marine d'Antibes pour Blanc Corail
- Prix de l'Environnement NAUSICAA au 26e Festival mondial de l'image sous-marine d'Antibes pour Tuba Business[23], 1999